# Camponotus fiebrigi
Camponotus fiebrigi é uma espécie de inseto do gênero Camponotus, pertencente à família Formicidae.